# Brigade présidentielle
Ne doit pas être confondu avec Division spéciale présidentielle, brigades présidentielles irakiennes ou Garde présidentielle (République du Viêt Nam).
La brigade présidentielle, de son nom complet la brigade séparée présidentielle nommée d'après l'hetman Bogdan Khmelnytsky (en ukrainien : Окрема президентська бригада імені гетьмана Богдана Хмельницького, abrégé en ОПБр ; numéro d'unité militaire A0222), est une grande unité d'infanterie mécanisée de l'Armée de terre ukrainienne.
Ancienne unité de la Garde nationale à partir de 1992, elle passe dans l'Armée de terre en 1999. Elle a le rôle de garde d'honneur du président de l'Ukraine (qui a le titre de commandant suprême des Forces armées de l'Ukraine), assurant sa protection, celle de sa famille, des résidences présidentielles et des différentes installations dépendant directement de la présidence ; la guerre russo-ukrainienne et notamment l'invasion de l'Ukraine par la Russie en a fait une unité de combat de la taille d'une brigade.

## Historique
À la suite de la déclaration d'indépendance de l'Ukraine le 24 août 1991 (confirmée par le référendum du 1er décembre) et à la disparition de l'URSS le 26 décembre 1991, la Garde nationale de l'Ukraine est fondée en récupérant les troupes internes soviétiques présentes sur le territoire ukrainien. Au sein de la nouvelle 1re division opérationnelle de la Garde nationale, est créée dès le 2 janvier 1992 une unité avec une fonction particulière, appelé le « 1er régiment d'infanterie de la Garde nationale » (en ukrainien : 1-й полк Национальной гвардии Украины), qui doit servir de garde d'honneur au nouveau chef de l'État.

### Ex290erégiment
En 1992, les hommes de l'unité provenaient du 290e régiment de fusiliers motorisés, de son nom complet le 290e régiment séparé de fusiliers motorisés Novorossiïskaïa de l'ordre du Drapeau rouge nommé d'après le régiment opérationnel Leninskoro Komsomola des troupes internes du ministère des Affaires intérieures de l'URSS (en russe : 290-й отдельный мотострелковый Новороссийский Краснознаменный им. Ленинского комсомола полк оперативного назначения ВВ МВД СССР), qui venait d'être dissous.
Cette unité était l'héritière du 290e régiment de fusiliers du NKVD de l'URSS (en russe : 290-й стрелковый полк НКВД СССР). Ce régiment, créé en avril 1942, a servi pendant la bataille du Caucase à la surveillance des routes en Géorgie, puis en Tchétchénie-Ingouchie (patrouilles et unités de barrage). Il a ensuite été engagé au combat pour la reprise de Novorossiïsk en juillet 1943. Retirée de l'Armée rouge, l'unité reste d'abord en garnison dans le port. Puis il retourne en Ciscaucasie participer à la déportation des Tchétchènes et des Ingouches (à partir du 23 février 1944) et des Balkars (à partir du 5 mars) vers le Kazakhstan. En avril 1944, il est envoyé à Simferopol pour participer à la déportation des Tatars de Crimée vers l'Ouzbékistan, ainsi qu'à la chasse des personnes considérées comme anti-soviétiques. En février 1945, il fait partie du service de protection de la conférence de Yalta.
À partir du 24 novembre 1945, le 290e régiment du NKVD est caserné à Kiev, fournissant des postes de garde pour la protection des institutions de la RSS d'Ukraine (Comité central du Parti, Conseil des ministres, Soviet suprême, etc.). De 1945 à 1947, des détachements du régiment sont chargés d'éliminer les derniers groupes de membres de l'Armée insurrectionnelle ukrainienne (appelés les Bandéristes).
Le 21 janvier 1947, il passe sous le contrôle du MGB (le ministère de la Sécurité d'État). Le 5 septembre 1951, il est renommé 18e détachement des troupes internes du MGB ; le 18 juin 1953, détachement motorisé ; le 6 février 1954, détachement de fusiliers motorisés (théoriquement, de l'infanterie mécanisée). À partir du 23 avril 1960, il dépend désormais du ministère des Affaires intérieures de la RSS d'Ukraine, recevant le 22 février 1968 l'ordre du Drapeau rouge (pour le 50e anniversaire des troupes internes). L'unité reprend le nom de 290e régiment le 28 novembre 1968. Le régiment est déployé à Odessa en 1970 lors de l'épidémie de choléra (une compagnie à l'hôpital au début d'août, puis mise sous quarantaine de la ville jusqu'à septembre), dans Kiev en 1980 lors des Jeux olympiques (pour les épreuves de foot, au Stade républicain), autour de Tchernobyl du 24 avril 1986 à mai 1987, ainsi qu'un détachement en mission de maintien de la paix en Transcaucasie de 1988 à 1991. Le statut de « régiment opérationnel » lui est donné le 18 janvier 1990. Par le décret de la Rada du 30 décembre 1991, le 290e régiment devient ukrainien, pour être dissous le 2 janvier 1992.

### Régiment ukrainien
En 1995, le 1er régiment d'infanterie participe avec ce qui reste d'autres unités à la formation de la 24e brigade de la Garde nationale (dépendant du ministère des Affaires intérieures), avec cinq bataillons à Jytomyr, Kiev et dans les environs, leur mission étant le maintien de l'ordre. Le 24 décembre 1998, l'unité est renommée 24e brigade d'opérations spéciales de la Garde nationale. Le 30 octobre 1999, la brigade rajoute à son nom le titre «Київська» (Kyivska, « de Kyiv »).
Le 17 décembre 1999, un oukase présidentiel transfère l'unité au ministère de la Défense, juste avant la dissolution de la Garde nationale par la loi du 11 janvier 2000 : un bataillon passe aux troupes internes, tandis que les autres servent à la formation du « régiment des forces spéciales du président d'Ukraine » (qui conserve dans sa titulature les titres de l'ex 290e : de Novorossiïsk-Kyiv et de l'ordre du Drapeau rouge). Le 15 février 2001, juste avant les célébrations des dix ans de l'indépendance ukrainienne, la garde d'honneur du ministère de la Défense (ex compagnie d'honneur du district militaire de Kiev) est intégrée au régiment, formant le « bataillon de Kyiv de garde d'honneur du président » Почесна варта Окремого Київського полку Президента України. L'unité, qui défile au pas de l'oie à 75 pas par minute (hérité de l'Armée rouge, qui le tenait de l'Armée impériale, copié sur l'Armée prussienne), compte trois compagnies et une fanfare ; les candidats pour ce bataillon doivent parler ukrainien, faire au moins 1,80 m et n'avoir aucun défaut physique ou mental.
En 2014-2015, la guerre du Donbass a comme conséquence la décommunisation en Ukraine (pour contrer la  russification et à la soviétisation) : la garde présidentielle perd ses titres soviétiques en décembre 2015, elle change d'uniforme en août 2016, avec désormais une coupe d'inspiration britannique, y compris la casquette modifiée à partir d'un modèle polonais, le tout avec des insignes faisant références aux cosaques ou à l'Armée populaire ukrainienne. Le cérémonial tend lui-aussi à se démarquer de son homologue russe. L'arme portée lors des cérémonies est encore la carabine SKS 45, mais les officiers portent depuis 2018 un sabre inspiré d'un modèle cosaque du XVIIe siècle, avec des symboles ukrainiens.
Depuis le 15 décembre 2017, le régiment porte le nom de Bogdan Khmelnytsky. Khmelnitsky fut un des chefs des cosaques zaporogues au XVIIe siècle, initiateur du soulèvement de Khmelnytsky contre les Polono-lituaniens, donc héros du nationalisme ukrainien. C'est aussi une référence au 1er régiment d'infanterie de Kiev nommé d'après Bogdan Khmelnitsky, du 1er corps ukrainien (ex 34e corps de l'Armée impériale russe) qui a existé d'août 1917 à février 1918, a désarmé les gardes rouges de Kiev en novembre 1917 (au moment de la révolution d'Octobre), puis a été remplacé par l'Armée populaire ukrainienne.

### Brigade ukrainienne
En janvier 2022, trente ans après sa création et surtout durant une période de vives tensions avec le voisin russe, le régiment augmente ses effectifs avec le rajout de deux nouveaux bataillons, passant à une organisation en brigade.
L'invasion de l'Ukraine par la Russie concerne dès le premier jour, le février 2022, la brigade présidentielle, d'abord à cause des tentatives d'assassinat de Volodymyr Zelensky, ensuite à cause des combats se rapprochant de l'agglomération de Kiev. À partir d'avril, des unités de la brigade sont envoyées se battre près de Kharkiv, de Bakhmout et d'Avdiïvka.
Si en temps de paix ses fonctions principales sont de tenir les postes de garde devant les résidences présidentielles (office présidentiel, palais Mariinsky, maison aux Chimères, datcha de Kontcha-Zaspa, etc.) et de fournir les escortes lors des déplacements (les gardes du corps sont fournis par l'Administration de la sécurité de l'État), en temps de guerre ses missions sont devenues plus nombreuses : surveillance d'installations essentielles telles que les centrales électriques et transformateurs, mais aussi l'engagement de ses bataillons sur le front, notamment durant la bataille de Bakhmout.

## Structure

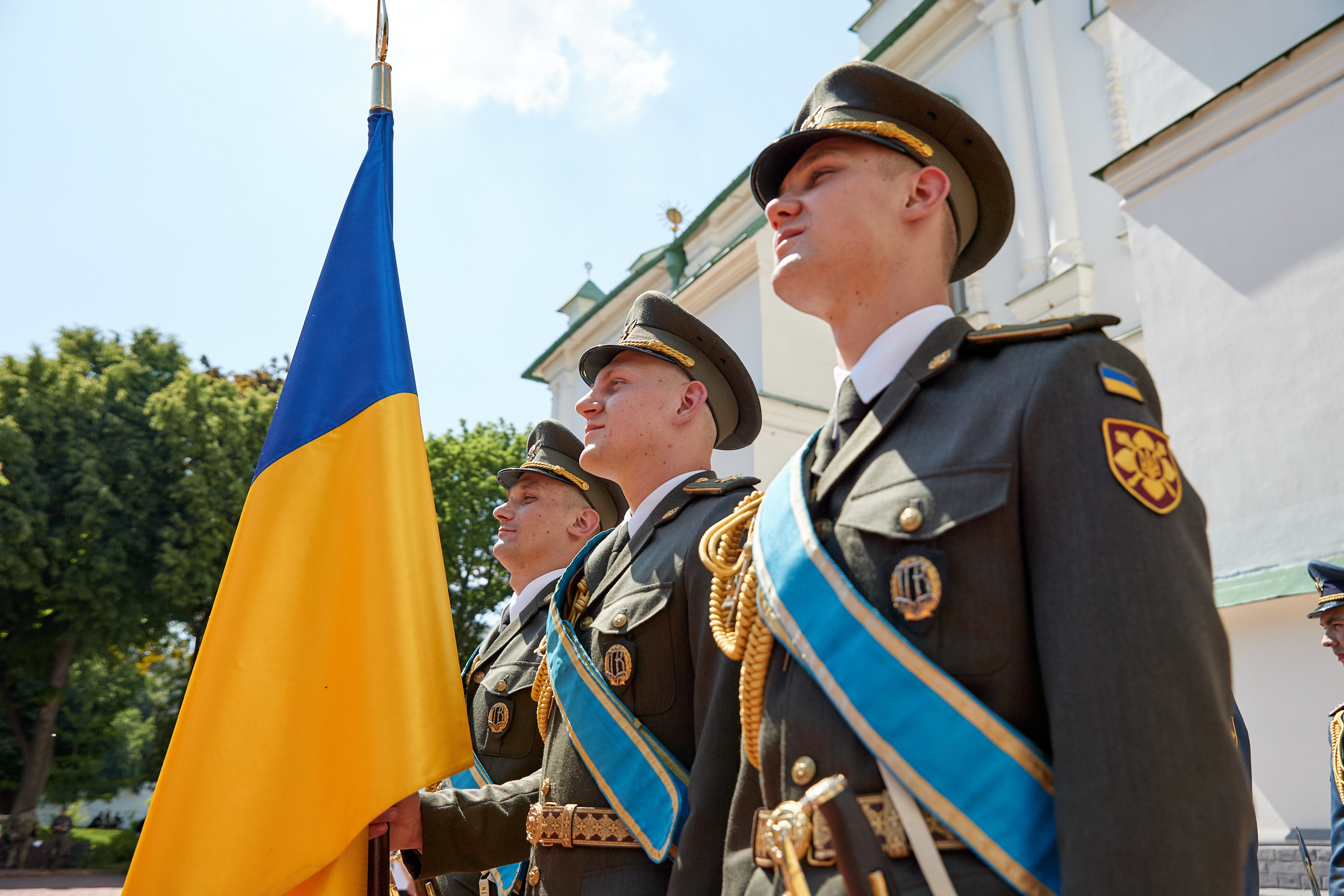
En 6 2022, le drapeau et les badges d'épaules.

- État-major de la brigade, avec la compagnie de protection du QG ;
  -  1er bataillon spécial (1-й спеціальний батальйон) ;
  - 2e bataillon spécial ;
  - 2e bataillon mécanisé (sur BTR-80) ;
  - 3e bataillon mécanisé ;
  - 4e bataillon mécanisé ;
  -  20e bataillon à but spécial (20-й окремий батальйон спеціального призначення) ;
  -  21e bataillon à but spécial ;
  -  22e bataillon à but spécial ;
  -  23e bataillon à but spécial « Légion D »[7] ;
  -  bataillon de la garde d'honneur (uk) :
    -  orchestre de la garde d'honneur (uk) ;

  - 1re division[8] d'artillerie automotrice (1-й самохідний артилерійський дивізіон)[9] ;
  - 2e division d'artillerie automotrice ;
  -  groupe de tireurs d'élite « Fantôme » ;
  - bataillon de transmissions ;
  -  compagnie d'opérations spéciales ;
  - compagnie de police militaire ;
  - compagnie du génie ;
  - peloton de soutien[10].

## Commandants
- Colonel Pavlo Hora (depuis 2022)
- Ihor Plakhouta de 2005 à 2008.